# Iwenberg
Iwenberg ist ein verlassener Ort im Rajon Krasnosnamensk der russischen Oblast Kaliningrad.
Die Ortsstelle befindet sich zwei Kilometer westlich von Djatlowo (Neuweide).

## Geschichte

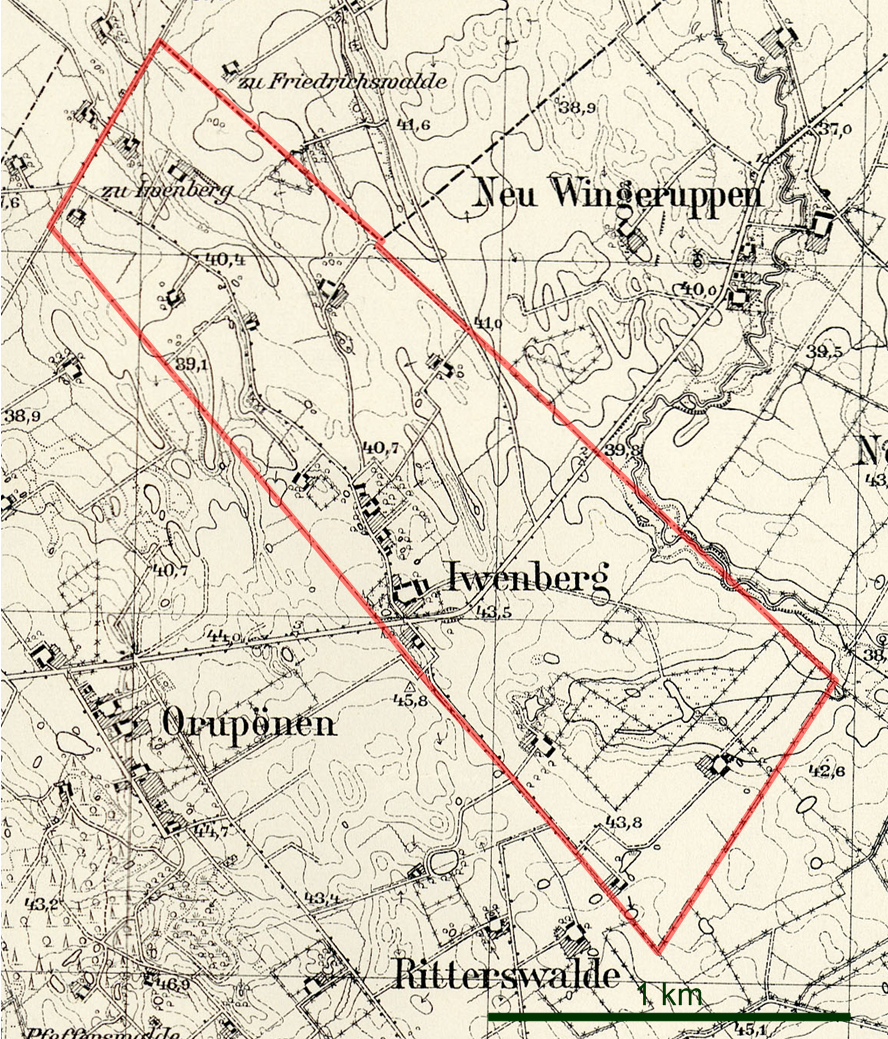
Die Gemeinde Iwenberg auf einem Messtischblatt von 1935

Das Erbfreidorf Iwenberg, zunächst Ywenberg geschrieben, wurde um 1780 gegründet. 1874 wurde die Landgemeinde Iwenberg dem neu gebildeten Amtsbezirk Baltruschelen im Kreis Pillkallen zugeordnet.
1945 kam der Ort in Folge des Zweiten Weltkrieges mit dem nördlichen Ostpreußen zur Sowjetunion. Einen russischen Namen bekam er nicht mehr. Auf einer Karte von Anfang der 1970er Jahre war der südöstlichste Hof des ehemaligen Iwenberg noch als zu Djatlowo (Neuweide) gehörend eingezeichnet.

### Einwohnerentwicklung
| Jahr | Einwohner |
| ---- | --------- |
| 1867 | 92        |
| 1871 | 90        |
| 1885 | 112       |
| 1905 | 84        |
| 1910 | 82        |
| 1933 | 96        |
| 1939 | 116       |

## Kirche
Iwenberg gehörte zum evangelischen Kirchspiel Rautenberg.